# Відносини Сербія — Європейський Союз
Відносини Сербії з Європейським Союзом — Сербія офіційно приєдналася до процесу стабілізації та асоціації Західних Балкан з ЄС 23 грудня 2009 року, коли президент Сербії Борис Тадич офіційно подав заявку на членство в Європейському Союзі в Стокгольмі. Інтеграція країни з ЄС поглибилася, коли проєвропейський президент Тадич прийшов до влади після президентських виборів у 2004 році. Найбільшими перешкодами на шляху вступу Сербії до ЄС є питання незалежності Косова та відповідальності перед Гаазьким трибуналом винних у військових злочинах, скоєних під час війни в колишній Югославії. 17 грудня 2013 р. уповноважений за Штефан Фюле заявив, що переговори про членство з Сербією розпочнуться 21 січня 2014 року.

## Історія інтеграції

Європейський Союз і Сербія

### Період до 2000 року
Зародок Європейського Союзу – Європейське Економічне Співтовариство вже був політично та економічно залучений до Західних Балкан. У 1980 році ЄЕС підписала угоду про співпрацю з Соціалістичною Федеративною Республікою Югославією, а в 1981 році в Белграді почало діяти постійне представництво Європейської комісії. Угода про співпрацю припинила свою дію з розпадом Югославії, але це не означало припинення участі ЄС у регіоні.
Наступні кілька років не принесли особливого впливу на розвиток відносин ЄС-Сербія. Відносини в цей період були досить прохолодними. Проте країна була готова використати гуманітарну допомогу, яку надіслав ЄС. ЄС також підтримував середовища та території, що протистоять режиму Слободана Милошевича. У 1997 р. Європейський Союз прийняв принцип регіонального підходу до Західних Балкан, що становить політичну та економічну основу для розвитку двосторонніх відносин.
Відповідно до резолюції ООН 1999 року, Сербія де-факто втратила контроль над цією південною провінцією в результаті конфлікту в Косові того року. Європейський Союз став четвертим тимчасовим стовпом контролю Місії ООН з питань тимчасової адміністрації в Косово (ЮНМІК).

### Період 2000–2005 років
5 жовтня 2000 року в Сербії було повалено автократичне правління президента Слободана Мілошевича. Відтоді демократична опозиція Сербії стала правити країною. Основною метою нової групи є інтеграція з Європейським Союзом. На саміті у Фейрі Рада ЄС заявила, що всі країни Західних Балкан мають перспективи членства.
Оскільки значна частина країн ЄС вже тоді була готова визнати Косово, оскільки воно прагнуло проголосити незалежність, для деяких сербських політиків союз з Росією, а не з Європейським співтовариством, був набагато привабливішим стратегічним вибором.
27 червня 2004 року Борис Тадич, явно проєвропейський політик, переміг у другому турі виборів у Сербії, набравши 53% голосів. На думку багатьох коментаторів, таким вибором Сербія обрала шлях до Європейського Союзу, відмовившись від тіснішої співпраці з Росією.

### Асоціація Сербії з ЄС
Сербія в 2005 році почала переговори про асоціацію з Європейським Союзом, а 29 квітня 2008 року була підписана угода з цього приводу. Рішення було прийнято за два тижні до парламентських виборів у країні. Підписання контракту стало можливим після зміни позиції Бельгії та Нідерландів, які досі виступали проти контракту. Підписання угоди вони обумовили залученням Белграда до повної співпраці з Гаазьким трибуналом у справах військових злочинів у колишній Югославії. Однак ЄС досяг компромісу щодо цього питання – подальші рішення щодо майбутнього Сербії будуть прийматися ЄС одноголосно на основі його власних спостережень щодо того, чи дійсно країна співпрацює з Гаазьким трибуналом.

### Статус країни-кандидатки
1 березня 2012 року Європейська Рада ухвалила рішення про надання Сербії статусу країни-кандидата в Європейський Союз. 17 грудня 2013 р. уповноважений за Розширення Штефан Фюле оголосив, що переговори про членство з Сербією розпочнуться 21 січня 2014 року.

## Перешкоди на шляху вступу Сербії до ЄС
Сербія стикається з численними труднощами на шляху до інтеграції до Європейського Союзу. Найсерйознішими перешкодами є невирішеність справи Косова та погіршення дипломатичних відносин із країнами, які визнали його незалежність, недостатня співпраця з трибуналом у Гаазі.

### Косово
17 лютого 2008 року Косово проголосило незалежність і де-факто підтвердило свою давню незалежність від Белграда. Цей крок зустрів рішучу опозицію з боку Сербії. 22 з 27 країн ЄС визнали Косово як незалежну державу. Румунія, Іспанія та Кіпр не визнали його суверенітет, а Словаччина та Греція не відреагували на це.
23 липня 2010 року Міжнародний суд у Гаазі одноголосно постановив, що проголошення незалежності Косова не суперечить міжнародній букві права. Як зазначено в обґрунтуванні рішення Міжнародного суду, міжнародне право не забороняє проголошення незалежности. Десять суддів Трибуналу підтримали це рішення, четверо були проти. Іноземні коментатори кажуть, що рішення Гаазького суду стало для Сербії великим провалом.
Через чотири дні після цієї події, 27 липня 2010 року, у Сербії відбулася позачергова парламентська сесія. Вона ухвалила резолюцію про те, що Сербія ніколи не визнає незалежність Косова. Із 250 депутатів 192 проголосували за цю постанову, 26 були проти і 2 утрималися. Президент Сербії Борис Тадич заявив, що рішення Міжнародного суду юстиції було важким і що Белград буде домагатися резолюції ООН, яка зобов’язувала б обидві сторони розпочати діалог.
22 жовтня 2010 року Косово заявило про готовність розпочати переговори з Сербією під егідою ЄС. Переговори між Белградом і Приштиною розпочалися 8 березня 2011 року в Брюсселі. Як заявила глава дипломатії ЄС Кетрін Ештон перед початком зустрічі, переговори стануть можливістю наблизити Белград і Приштину до Європейського Союзу.
Випадок Косова є серйозною перешкодою на шляху Сербії до ЄС. Європейський Союз неодноразово давав зрозуміти, що він не готовий прийняти Сербію до своїх лав, якщо вона не встановить відносини з Косово.

### Суд Гааги

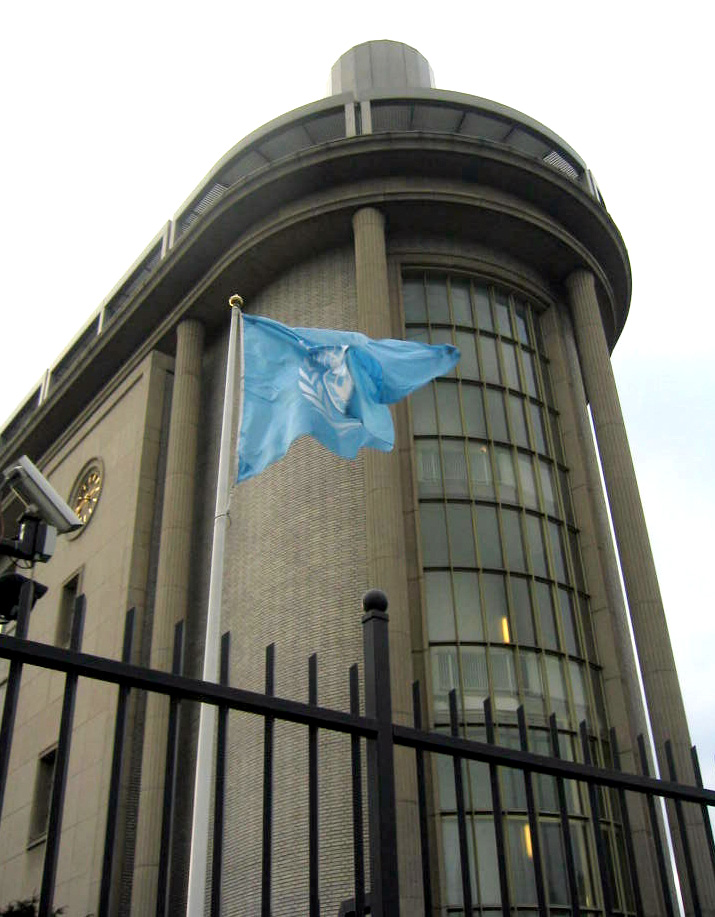
Міжнародний кримінальний трибунал для колишньої Югославії в Гаазі

Екстрадиція та суд над винними у військових злочинах у колишній Югославії є однією з умов вступу Сербії до ЄС. Глава Єврокомісії Жозе Мануель Баррозу прямо заявив, що Сербія приєднається до ЄС, якщо він видасть військових злочинців. Серед країн-членів ЄС саме Нідерланди виступили проти заявки на вступ у жовтні 2010 року через неналежну співпрацю Сербії з трибуналом в Гаазі, відсутність успіху в судовому переслідуванні осіб, обвинувачених у військових злочинах, а також конфронтаційну політику щодо Косова.
Після повалення автократичного правління Слободана Милошевича в 2000 році, 1 квітня 2001 року він був заарештований у Белграді сербською поліцією за звинуваченням у зловживанні владою та корупції, а 29 червня 2001 року переданий до Міжнародного кримінального трибуналу для колишньої Югославії в Гаазі, яка звинуватила його у провокуванні військових конфліктів у Косові, Хорватії та Боснії. Загалом йому висунули 66 звинувачень. 11 березня 2006 року він помер у в'язниці в Гаазі. Офіційною причиною його смерти, на яку посилаються лікарі, став серцевий напад, хоча його прихильники, посилаючись на виявлення в його організмі шкідливих речовин (про що раніше повідомляв Мілошевич), вважають, що це було отруєння. Після його смерти трибунал у Гаазі не зміг винести жодного вироку, незважаючи на п’ятирічний суд.
Через тиждень після цих слів Белград почав виконувати цю умову. 26 травня 2011 року сербська поліція заарештувала Ратека Младича, а через п'ять днів його екстрадували з Сербії до Гааги. Під зміненим прізвищем злочинець переховувався в Лазарево поблизу міста Зренянин.
Менш ніж через два місяці після арешту Младича 20 липня 2011 року сербська поліція заарештувала іншого військового злочинця – Горана Хаджича. Після цих затримань голова Європейської комісії Жозе Мануель Бароссо, президент Європейської ради Герман ван Ромпей і глава дипломатії ЄС Кетрін Ештон написали у спільній заяві, що Європейський Союз вітає арешт Горана Хаджича сербською владою.
Деякі коментатори вважають, що затримання спочатку Младича, а потім Хаджича відкрило Сербії шлях до європейської спільноти.

### Внутрішні проблеми
Противники вступу Сербії до Європейського Союзу, окрім нерегульованого правового статусу Косова та складної співпраці з трибуналом у Гаазі, також різко наголошують на складному економічному становищі країни.
У Сербії бюрократія та корупція є великою проблемою. Ці дві практики ефективно гальмують розвиток економіки країни. Інфляція в Сербії сягає 10,3% у річному обчисленні при 1,4% в Європейському Союзі за той же період. Подібний розрив є і в рівнях безробіття – у Сербії він становить 20%, порівняно з 9,6% в ЄС.

## Позиції найбільших політичних партій

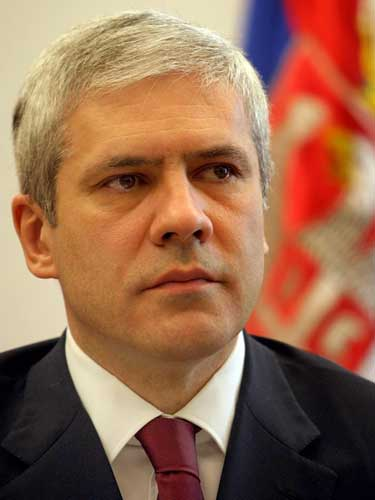
Борис Тадич - президент Сербії, голова Демократичної партії

Сербська політична сцена була і залишається досить розділеною щодо питання інтеграції з ЄС. Одні політики бачили в цьому можливість для кращого майбутнього, інші вважають, що краще посилити співпрацю з Росією.

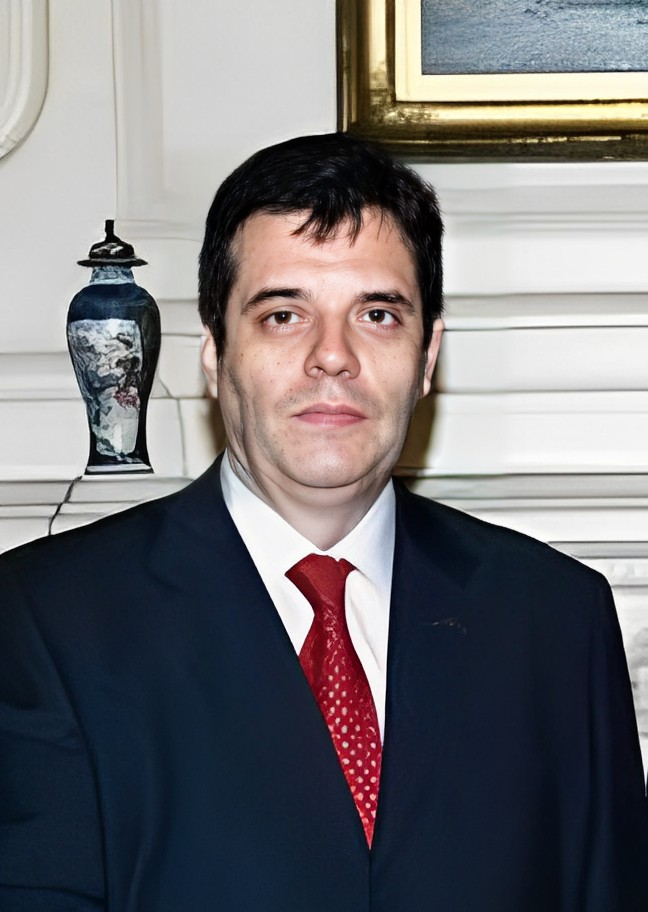
Воїслав Коштуніца - колишній прем'єр-міністр Сербії, лідер Демократичної партії Сербії

- Демократична партія Сербії – її лідером є колишній прем'єр-міністр Воїслав Коштуніца. Очолюваний ним уряд офіційно підтримував інтеграцію з ЄС, але був проти виконання умов, поставлених Брюсселем.[22] Він вважає, що Сербія не може бути частиною організації, де більшість держав-членів визнали незалежність Косова. Після проголошення незалежности Косова 8 березня 2008 року він подав у відставку, аргументуючи це розбіжністю поглядів в урядовій коаліції. Урядова криза призвела до розпуску парламенту та дострокових виборів, які відбулися 11 травня 2008 року. Саме під час його правління була припинена співпраця з трибуналом у Гаазі, а у зовнішній політиці його уряд рішуче віддавав перевагу союзу з Російською Федерацією та дистанціюванню від ЄС та США.[23][22]
- Демократична партія – керівником групи є Борис Тадич, який був обраний президентом у 2008 році. Партія, як і її голова, виступає за вступ країни до ЄС. Вона перемогла на виборах 2008 року, не набравши більшості, необхідної для незалежного правління. Під час парламентських виборів 2008 року входила до проєвропейської коаліції «За європейську Сербію», яку очолив голова цієї партії Борис Тадич.[22]
- G17 Plus – як і її вищезгаданий партнер по коаліції, також досить проєвропейське угруповання на чолі з нинішнім віце-прем’єр-міністром і міністром економіки та регіональної політики, а також колишнім міністром фінансів Младжаном Дінкичем.
- Сербська радикальна партія – лідером цього угруповання є Воіслав Шешель – обвинувачений трибуналом колишньої Югославії у військових злочинах, він перебуває під вартою в Гаазі. Сама партія називає себе націоналістичною. Вона досить популярна в Сербії, на виборах 2008 року посіла друге місце з 30,1% голосів. Партія не згодна на вступ країни до ЄС.

## Позиції вибраних європейських країн
Країни Європейського Союзу в принципі згодні на вступ Сербії до цієї організації. Виняток становили Нідерланди, які не бажали взагалі будь-якого розширення ЄС.
- Греція – ця країна підтримує інтеграцію Сербії до Європейського Союзу. Вже у вересні 2008 року Греція закликала до якнайшвидшої імплементації Угоди про стабілізацію та асоціацію (SAA), яку Белград і Брюссель підписали цього року [24] [25] .
- Велика Британія – міністр закордонних справ країни Девід Мілібенд під час свого візиту до Белграда 5 листопада 2008 року заявив підтримку Сербії. Велика Британія підтримує європейську інтеграцію Сербії, а також незалежність Косова, оскільки вона хоче стабілізації в регіоні Західних Балкан.[26]
- Польща – вже під час дводенного візиту президента Бориса Тадича 11 і 12 листопада 2008 року до Польщі президент Лех Качинський запевнив, що Польща підтримує європейські прагнення Белграда . Також у травні 2011 року прем’єр-міністр Дональд Туск оголосив, що польське президентство підтримає прагнення Сербії до ЄС [27] [28] .
- Угорщина – під час візиту прем'єр-міністра Угорщини Ференца Дюрчаня до Белграда 21 листопада 2008 року він заявив, що Будапешт допоможе сербам у швидшій інтеграції з ЄС, а визнання угорським урядом незалежності Косова не порушить добросусідських відносин між двох країн.[29]
- Іспанія – Прем'єр-міністр Іспанії Хосе Луїс Родрігес Сапатеро заявив 9 березня 2009 року, що підтримує амбіції Сербії щодо членства в ЄС. Він також нагадав, що Іспанія не визнає незалежність Косова.[30]

Серед країн Європейського Союзу Нідерланди спершу найбільше неохоче ставляться до членства Сербії в ЄС. Країна висловила спротив імплементації торгової частини Угоди про асоціацію, підписаної у квітні 2008 року.

## Соціальна підтримка євроінтеграції серед сербів
Згідно з опитуванням, проведеним Gullop Balkan Monitor у 2009 році, соціальна підтримка інтеграції Сербії до Європейського Союзу серед самих сербів поступово зменшується. 50% респондентів вважають вступ своєї країни до ЄС добрим і необхідним у 2009 році. Саме таку відповідь дали 58% респондентів роком раніше, а в 2006 році – 61%. Таким чином, за три роки ця кількість зменшилася на 11 процентних пунктів.
У той же час, у разі можливого референдуму про правонаступництво, 69% учасників опитування заявили, що вони проголосували б за вступ своєї країни до Європейського Союзу – таким чином, набагато більше, ніж люди, які позитивно ставляться до вступу.
Після можливого вступу Сербії до ЄС 71% сербів очікують економічного зростання і на 75% зростання конкуренції для вітчизняних компаній. При цьому 93% сербів очікують, що подорожувати буде легше.

## Порівняння основної інформації та економічних показників
|                   | Поверхня [тис. км²] | Населення [мільйон] | Щільність населення [люди/км²] | Річна зміна ВВП [у %] | Інфляція [y %] | Безробіття [у %] |
| ----------------- | ------------------- | ------------------- | ------------------------------ | --------------------- | -------------- | ---------------- |
| Європейський Союз | 4000                | 495                 | 123,75                         | 2.8                   | 1.4            | 9.6              |
| Сербія            | 77,47               | 7.33                | 94,61                          | 1.7                   | 10.3           | 20               |